# سيزار كريمونيني (فيلسوف)
ولد قَيصَر القَرَمُونِيّ (باللاتينية: Caesar Cremonius) يوم 22 دجنبر/كانون الأول 1550 في قنطة، إحدى مدن الدولة البابَوِيّة، لأسرةٍ أنجبت العديد من الرسامين. يعد أحد أعظم فلاسفة عصره، وقد كان أستاذا في الفلسفة الطبيعية. توفي في باذُوَة يوم 19 يوليو 1631.
باعتباره أحد أعظم الفلاسفة في عصره، وبرعاية دوق فيرارا، ألفونسو الثاني أستي، اعتاد كريمونيني أن يجتمع بالملوك والأمراء الذين لديهم صورته، حيث كان أجره ضعف أجر غاليليو غاليلي، ويتم ذكره الآن كممثل ثانوي سيئ السمعة في محاكمة غاليليو، باعتباره واحد من اثنين من العلماء اللذان رفضا النظر من خلال مقراب غاليليو.

## سيرته الذاتية
عمل كأستاذ في الفلسفة الطبيعية لمدة 60 عامًا تقريبًا:
- من عام 1573 حتى عام 1590، في جامعة فرارة. في سن مبكرة جدًا وباعتباره موهبة عظيمة، حصل كريمونيني على رعاية ألفونسو الثاني أستي، دوق فيرارا (الذي أهداه كتابه الرئيسي الأول في عام 1596). ساعدته الغيرة الناجمة عن هذه الحماية على قبول منصب خارج مقاطعته الأصلية في النهاية.[7]
- من عام 1591 حتى وفاته، عمل في جامعة باذوة في باذوة، ثم تحت حكم جمهورية البندقية (خلفًا لجاكوبو زاباريلا)، لتدريس الفلسفة الطبيعية والطب.[8]

قام بتدريس عقائد أرسطو، خاصة مثلما فسرها الإسكندر الأفروديسي وابن رشد.
تمتع كريمونيني بشعبية كبيرة في عصره لدرجة أن معظم الملوك والأمراء علقوا صورته الشخصية وكانوا يتواصلون معه وأحيانًا يستشيرونه في الشؤون الخاصة والعامة. في باذوة، كان راتبه ضعف راتب غاليليو. حظي بشعبية مميزة بين المثقفين الفرنسيين الذين أطلقوا عليه لقب «لو كريمونين» (الكريمونين)؛ حتى أن كاتبًا من مكان بعيد مثل جان لويس جويز دي بلزاك قد ذكره على أنه «لو غراند كريمونين» (الكريمونين العظيم) في كتابه الرسائل.